# راي غوسلينج
راي غوسلينج (بالإنجليزية: Ray Gosling)‏ هو صحفي ومقدم تلفزيوني ومؤلف بريطاني، ولد في 1939 في تشستر في المملكة المتحدة، وتوفي في 19 نوفمبر 2013 في نوتنغهام في المملكة المتحدة.

## وصلات خارجية
- راي غوسلينج على موقع IMDb (الإنجليزية)